# Cicindela velutinigrens
Cicindela velutinigrens este o specie de insecte coleoptere, descrisă de W. N. Johnson în anul 1992. Cicindela velutinigrens face parte din genul Cicindela, familia Carabidae. Această specie nu are alte subspecii cunoscute.